# 徐泓 (歷史學家)
徐泓（1943年12月25日—）是臺灣歷史學家，專攻明清史、明清社會經濟史、中國城市史、史料與史學。

## 生平
徐泓出生於福建省建阳县（今福建省南平市建陽區），畢業於臺北市立建國高級中學、國立臺灣大學歷史系並於同系取得國家文學博士。歷任國立臺灣大學歷史系教授及系主任、國立暨南國際大學歷史系創系主任及榮譽教授、國立暨南國際大學代理校長。政治立場上偏向統派，並且擔任奉元書院理事長、中国明史学会顾问，在近年台灣多宗教育事件中發聲。
熱衷於推動臺灣明清史研究，曾任兩屆「中國明代研究學會」理事長，發起明代典籍研讀會活動，並且創辦《明代研究》學術期刊（原名《明代研究通訊》，1998 年 7 月創刊，2004 年改為今名，於 2012 年被列入 THCI 核心期刊）。著有《二十世紀中國的明史研究》等專書，以及〈明代的私鹽〉、〈明北京行部考〉、〈明代社會風氣的變遷〉、〈明代的婚姻制度〉（上、下）、〈《明史紀事本末》的史源、作者及其編纂水平〉等論文八十餘種，並編著有《清代臺灣自然災害史料彙編》、《清代臺灣自然災害史料新編》、《明史論文提要》、《聖明極盛之世？：明清社會史論集》、譯著《明清社會史論》等書。
徐泓教授除了在學術上卓有成就外，其藏書之豐亦廣為人知。林皎宏（筆名：傅月庵）曾撰〈我的老師和他的書〉，娓娓道出徐教授對買書的痴狂與聚而不藏的慷慨風範。該文撰於徐教授自香港科大返臺之後不久，時過境遷，徐教授早已退休，搬離臺大宿舍，在大臺北華城自置書齋一間，而日常居住的景美二閑居，早已書滿為患。徐教授甚至學以致用，模仿起明代築城工法，在走道旁堆疊起一道又一道的書牆。或許正是由於徐教授廣泛的閱讀興趣與對知識的尊重，為其學術研究奠定紮實的基礎，成就其在臺灣明史研究的地位。
在華人世界明清史學界中薄有名氣，妻子王芝芝亦為歷史學者，知名學生包括邱澎生、賴惠敏、邱仲麟、巫仁恕、費絲言、吳振漢、尹貞粉(韓籍)、唐立宗、影視工作者翁健鐘等。
2021年7月17日，「台湾通史」在北京發行。10月10日，他在「光明日報」上表示支持國家統一。